# Liste der Nummer-eins-Hits in den britischen Charts (1996)
Dies ist eine Liste der Nummer-eins-Hits in den britischen Charts im Jahr 1996. Sie basiert auf den Official Singles Chart Top 100 und den Albums Chart Top 100, die vom Chart Information Network ermittelt wurden. Es gab in diesem Jahr 19 Nummer-eins-Singles und 20 Nummer-eins-Alben.

## Singles
| ← 1995 ← | Liste der Nummer-eins-Hits in den britischen Charts | Liste der Nummer-eins-Hits in den britischen Charts | Liste der Nummer-eins-Hits in den britischen Charts                                         | 1997 →                    |
| \| Zeitraum \| Wo. ges. \| Interpret \| Titel Autor(en) \| Zusätzliche Informationen \| \| (Zeitraum, Wochen auf Platz eins, Interpret, Titel, Autor[en], zusätzliche Informationen) \| \| \| \| \| \| ----------------------------------------------------------------------------------------- \| -------- \| -------------------------------------------------- \| ------------------------------------------------------------------------------------------- \| ------------------------- \| \| 3. Dezember 1995 – 13. Januar 1996 6 Wochen \| 6 \| Michael Jackson \| Earth Song \| – \| \| 14. Januar 1996 – 20. Januar 1996 1 Woche \| 1 \| George Michael \| Jesus to a Child \| – \| \| 21. Januar 1996 – 24. Februar 1996 5 Wochen \| 5 \| Babylon Zoo \| Spaceman \| – \| \| 25. Februar 1996 – 2. März 1996 1 Woche \| 1 \| Oasis \| Don’t Look Back in Anger \| – \| \| 3. März 1996 – 23. März 1996 3 Wochen \| 3 \| Take That \| How Deep Is Your Love \| – \| \| 24. März 1996 – 13. April 1996 3 Wochen \| 3 \| The Prodigy \| Firestarter \| – \| \| 14. April 1996 – 27. April 1996 2 Wochen \| 2 \| Mark Morrison \| Return of the Mack \| – \| \| 28. April 1996 – 18. Mai 1996 3 Wochen \| 3 \| George Michael \| Fastlove \| – \| \| 19. Mai 1996 – 25. Mai 1996 1 Woche \| 1 \| Gina G \| Ooh Aah … Just a Little Bit \| – \| \| 26. Mai 1996 – 1. Juni 1996 1 Woche (insgesamt 2) \| 2 \| David Baddiel, Frank Skinner & the Lightning Seeds \| Three Lions \| – \| \| 2. Juni 1996 – 29. Juni 1996 4 Wochen (insgesamt 5) \| 5 \| The Fugees \| Killing Me Softly \| – \| \| 30. Juni 1996 – 6. Juli 1996 1 Woche (insgesamt 2) \| 2 \| David Baddiel, Frank Skinner & the Lightning Seeds \| Three Lions \| – \| \| 7. Juli 1996 – 13. Juli 1996 1 Woche (insgesamt 5) \| 5 \| The Fugees \| Killing Me Softly \| – \| \| 14. Juli 1996 – 20. Juli 1996 1 Woche \| 1 \| Gary Barlow \| Forever Love \| – \| \| 21. Juli 1996 – 7. September 1996 7 Wochen \| 7 \| Spice Girls \| Wannabe \| – \| \| 8. September 1996 – 14. September 1996 1 Woche \| 1 \| Peter André \| Flava \| – \| \| 15. September 1996 – 28. September 1996 2 Wochen \| 2 \| The Fugees \| Ready or Not \| – \| \| 29. September 1996 – 5. Oktober 1996 1 Woche \| 1 \| Deep Blue Something \| Breakfast at Tiffany’s \| – \| \| 6. Oktober 1996 – 12. Oktober 1996 1 Woche \| 1 \| The Chemical Brothers \| Setting Sun \| – \| \| 13. Oktober 1996 – 19. Oktober 1996 1 Woche \| 1 \| Boyzone \| Words \| – \| \| 20. Oktober 1996 – 2. November 1996 2 Wochen \| 2 \| Spice Girls \| Say You’ll Be There \| – \| \| 3. November 1996 – 16. November 1996 2 Wochen \| 2 \| Robson Green & Jerome Flynn \| What Becomes of the Broken-Hearted / Saturday Night at the Movies / You’ll Never Walk Alone \| – \| \| 17. November 1996 – 30. November 1996 2 Wochen \| 2 \| The Prodigy \| Breathe \| – \| \| 1. Dezember 1996 – 7. Dezember 1996 1 Woche \| 1 \| Peter André \| I Feel You \| – \| \| 8. Dezember 1996 – 14. Dezember 1996 1 Woche \| 1 \| Boyzone \| A Different Beat \| – \| \| 15. Dezember 1996 – 21. Dezember 1996 1 Woche \| 1 \| Dunblane \| Knockin’ on Heaven’s Door – Throw These Guns Away \| – \| \| 22. Dezember 1996 – 11. Januar 1997 3 Wochen \| 3 \| Spice Girls \| 2 Become 1 \| – \| |                                                     |                                                     |                                                                                             |                           |
| ← 1995 |                                                     |                                                     |                                                                                             | → 1997 →                  |
| Zeitraum | Wo. ges.                                            | Interpret                                           | Titel Autor(en)                                                                             | Zusätzliche Informationen |
| (Zeitraum, Wochen auf Platz eins, Interpret, Titel, Autor[en], zusätzliche Informationen) |                                                     |                                                     |                                                                                             |                           |
| 3. Dezember 1995 – 13. Januar 1996 6 Wochen | 6                                                   | Michael Jackson                                     | Earth Song                                                                                  | –                         |
| 14. Januar 1996 – 20. Januar 1996 1 Woche | 1                                                   | George Michael                                      | Jesus to a Child                                                                            | –                         |
| 21. Januar 1996 – 24. Februar 1996 5 Wochen | 5                                                   | Babylon Zoo                                         | Spaceman                                                                                    | –                         |
| 25. Februar 1996 – 2. März 1996 1 Woche | 1                                                   | Oasis                                               | Don’t Look Back in Anger                                                                    | –                         |
| 3. März 1996 – 23. März 1996 3 Wochen | 3                                                   | Take That                                           | How Deep Is Your Love                                                                       | –                         |
| 24. März 1996 – 13. April 1996 3 Wochen | 3                                                   | The Prodigy                                         | Firestarter                                                                                 | –                         |
| 14. April 1996 – 27. April 1996 2 Wochen | 2                                                   | Mark Morrison                                       | Return of the Mack                                                                          | –                         |
| 28. April 1996 – 18. Mai 1996 3 Wochen | 3                                                   | George Michael                                      | Fastlove                                                                                    | –                         |
| 19. Mai 1996 – 25. Mai 1996 1 Woche | 1                                                   | Gina G                                              | Ooh Aah … Just a Little Bit                                                                 | –                         |
| 26. Mai 1996 – 1. Juni 1996 1 Woche (insgesamt 2) | 2                                                   | David Baddiel, Frank Skinner & the Lightning Seeds  | Three Lions                                                                                 | –                         |
| 2. Juni 1996 – 29. Juni 1996 4 Wochen (insgesamt 5) | 5                                                   | The Fugees                                          | Killing Me Softly                                                                           | –                         |
| 30. Juni 1996 – 6. Juli 1996 1 Woche (insgesamt 2) | 2                                                   | David Baddiel, Frank Skinner & the Lightning Seeds  | Three Lions                                                                                 | –                         |
| 7. Juli 1996 – 13. Juli 1996 1 Woche (insgesamt 5) | 5                                                   | The Fugees                                          | Killing Me Softly                                                                           | –                         |
| 14. Juli 1996 – 20. Juli 1996 1 Woche | 1                                                   | Gary Barlow                                         | Forever Love                                                                                | –                         |
| 21. Juli 1996 – 7. September 1996 7 Wochen | 7                                                   | Spice Girls                                         | Wannabe                                                                                     | –                         |
| 8. September 1996 – 14. September 1996 1 Woche | 1                                                   | Peter André                                         | Flava                                                                                       | –                         |
| 15. September 1996 – 28. September 1996 2 Wochen | 2                                                   | The Fugees                                          | Ready or Not                                                                                | –                         |
| 29. September 1996 – 5. Oktober 1996 1 Woche | 1                                                   | Deep Blue Something                                 | Breakfast at Tiffany’s                                                                      | –                         |
| 6. Oktober 1996 – 12. Oktober 1996 1 Woche | 1                                                   | The Chemical Brothers                               | Setting Sun                                                                                 | –                         |
| 13. Oktober 1996 – 19. Oktober 1996 1 Woche | 1                                                   | Boyzone                                             | Words                                                                                       | –                         |
| 20. Oktober 1996 – 2. November 1996 2 Wochen | 2                                                   | Spice Girls                                         | Say You’ll Be There                                                                         | –                         |
| 3. November 1996 – 16. November 1996 2 Wochen | 2                                                   | Robson Green & Jerome Flynn                         | What Becomes of the Broken-Hearted / Saturday Night at the Movies / You’ll Never Walk Alone | –                         |
| 17. November 1996 – 30. November 1996 2 Wochen | 2                                                   | The Prodigy                                         | Breathe                                                                                     | –                         |
| 1. Dezember 1996 – 7. Dezember 1996 1 Woche | 1                                                   | Peter André                                         | I Feel You                                                                                  | –                         |
| 8. Dezember 1996 – 14. Dezember 1996 1 Woche | 1                                                   | Boyzone                                             | A Different Beat                                                                            | –                         |
| 15. Dezember 1996 – 21. Dezember 1996 1 Woche | 1                                                   | Dunblane                                            | Knockin’ on Heaven’s Door – Throw These Guns Away                                           | –                         |
| 22. Dezember 1996 – 11. Januar 1997 3 Wochen | 3                                                   | Spice Girls                                         | 2 Become 1                                                                                  | –                         |

## Alben
| ← 1995 ← | Liste der Nummer-eins-Hits in den britischen Charts | Liste der Nummer-eins-Hits in den britischen Charts | Liste der Nummer-eins-Hits in den britischen Charts | 1997 →                    |
| \| Zeitraum \| Wo. ges. \| Interpret \| Titel \| Zusätzliche Informationen \| \| (Zeitraum, Wochen auf Platz eins, Interpret, Titel, zusätzliche Informationen) \| \| \| \| \| \| ------------------------------------------------------------------------------ \| -------- \| ------------------- \| ---------------------------------- \| ------------------------- \| \| 19. November 1995 – 6. Januar 1996 7 Wochen \| 7 \| Robson & Jerome \| Robson & Jerome \| – \| \| 7. Januar 1996 – 17. Februar 1996 6 Wochen (insgesamt 10) \| 10 \| Oasis \| (What’s the Story) Morning Glory? \| – \| \| 18. Februar 1996 – 24. Februar 1996 1 Woche \| 1 \| Bluetones \| Expecting to Fly \| – \| \| 25. Februar 1996 – 16. März 1996 3 Wochen (insgesamt 10) \| 10 \| Oasis \| (What’s the Story) Morning Glory? \| – \| \| 17. März 1996 – 23. März 1996 1 Woche \| 1 \| Céline Dion \| Falling into You \| – \| \| 24. März 1996 – 30. März 1996 1 Woche \| 1 \| The Beatles \| Anthology 2 \| – \| \| 31. März 1996 – 27. April 1996 4 Wochen \| 4 \| Take That \| Greatest Hits \| – \| \| 28. April 1996 – 11. Mai 1996 2 Wochen (insgesamt 11) \| 11 \| Alanis Morissette \| Jagged Little Pill \| – \| \| 12. Mai 1996 – 18. Mai 1996 1 Woche \| 1 \| Ash \| 1977 \| – \| \| 19. Mai 1996 – 8. Juni 1996 3 Wochen \| 3 \| George Michael \| Older \| – \| \| 9. Juni 1996 – 15. Juni 1996 1 Woche \| 1 \| Metallica \| Load \| – \| \| 16. Juni 1996 – 22. Juni 1996 1 Woche \| 1 \| Bryan Adams \| 18 Til I Die \| – \| \| 23. Juni 1996 – 29. Juni 1996 1 Woche (insgesamt 11) \| 11 \| Alanis Morissette \| Jagged Little Pill \| – \| \| 30. Juni 1996 – 13. Juli 1996 2 Wochen \| 2 \| Crowded House \| Recurring Dream – The Very Best Of \| – \| \| 14. Juli 1996 – 7. September 1996 8 Wochen (insgesamt 11) \| 11 \| Alanis Morissette \| Jagged Little Pill \| – \| \| 8. September 1996 – 14. September 1996 1 Woche \| 1 \| Suede \| Coming Up \| – \| \| 15. September 1996 – 21. September 1996 1 Woche \| 1 \| R.E.M. \| New Adventures in Hi-Fi \| – \| \| 22. September 1996 – 5. Oktober 1996 2 Wochen \| 2 \| Kula Shaker \| K \| – \| \| 6. Oktober 1996 – 12. Oktober 1996 1 Woche \| 1 \| Peter André \| Natural \| – \| \| 13. Oktober 1996 – 26. Oktober 1996 2 Wochen \| 2 \| Simply Red \| Greatest Hits \| – \| \| 27. Oktober 1996 – 2. November 1996 1 Woche \| 1 \| The Beautiful South \| Blue Is the Colour \| – \| \| 3. November 1996 – 9. November 1996 1 Woche \| 1 \| Boyzone \| A Different Beat \| – \| \| 10. November 1996 – 16. November 1996 1 Woche (insgesamt 15) \| 15 \| Spice Girls \| Spice \| – \| \| 17. November 1996 – 30. November 1996 2 Wochen \| 2 \| Robson & Jerome \| Take Two \| – \| \| 1. Dezember 1996 – 25. Januar 1997 8 Wochen (insgesamt 15) \| 15 \| Spice Girls \| Spice \| – \| |                                                     |                                                     |                                                     |                           |
| ← 1995 |                                                     |                                                     |                                                     | → 1997 →                  |
| Zeitraum | Wo. ges.                                            | Interpret                                           | Titel                                               | Zusätzliche Informationen |
| (Zeitraum, Wochen auf Platz eins, Interpret, Titel, zusätzliche Informationen) |                                                     |                                                     |                                                     |                           |
| 19. November 1995 – 6. Januar 1996 7 Wochen | 7                                                   | Robson & Jerome                                     | Robson & Jerome                                     | –                         |
| 7. Januar 1996 – 17. Februar 1996 6 Wochen (insgesamt 10) | 10                                                  | Oasis                                               | (What’s the Story) Morning Glory?                   | –                         |
| 18. Februar 1996 – 24. Februar 1996 1 Woche | 1                                                   | Bluetones                                           | Expecting to Fly                                    | –                         |
| 25. Februar 1996 – 16. März 1996 3 Wochen (insgesamt 10) | 10                                                  | Oasis                                               | (What’s the Story) Morning Glory?                   | –                         |
| 17. März 1996 – 23. März 1996 1 Woche | 1                                                   | Céline Dion                                         | Falling into You                                    | –                         |
| 24. März 1996 – 30. März 1996 1 Woche | 1                                                   | The Beatles                                         | Anthology 2                                         | –                         |
| 31. März 1996 – 27. April 1996 4 Wochen | 4                                                   | Take That                                           | Greatest Hits                                       | –                         |
| 28. April 1996 – 11. Mai 1996 2 Wochen (insgesamt 11) | 11                                                  | Alanis Morissette                                   | Jagged Little Pill                                  | –                         |
| 12. Mai 1996 – 18. Mai 1996 1 Woche | 1                                                   | Ash                                                 | 1977                                                | –                         |
| 19. Mai 1996 – 8. Juni 1996 3 Wochen | 3                                                   | George Michael                                      | Older                                               | –                         |
| 9. Juni 1996 – 15. Juni 1996 1 Woche | 1                                                   | Metallica                                           | Load                                                | –                         |
| 16. Juni 1996 – 22. Juni 1996 1 Woche | 1                                                   | Bryan Adams                                         | 18 Til I Die                                        | –                         |
| 23. Juni 1996 – 29. Juni 1996 1 Woche (insgesamt 11) | 11                                                  | Alanis Morissette                                   | Jagged Little Pill                                  | –                         |
| 30. Juni 1996 – 13. Juli 1996 2 Wochen | 2                                                   | Crowded House                                       | Recurring Dream – The Very Best Of                  | –                         |
| 14. Juli 1996 – 7. September 1996 8 Wochen (insgesamt 11) | 11                                                  | Alanis Morissette                                   | Jagged Little Pill                                  | –                         |
| 8. September 1996 – 14. September 1996 1 Woche | 1                                                   | Suede                                               | Coming Up                                           | –                         |
| 15. September 1996 – 21. September 1996 1 Woche | 1                                                   | R.E.M.                                              | New Adventures in Hi-Fi                             | –                         |
| 22. September 1996 – 5. Oktober 1996 2 Wochen | 2                                                   | Kula Shaker                                         | K                                                   | –                         |
| 6. Oktober 1996 – 12. Oktober 1996 1 Woche | 1                                                   | Peter André                                         | Natural                                             | –                         |
| 13. Oktober 1996 – 26. Oktober 1996 2 Wochen | 2                                                   | Simply Red                                          | Greatest Hits                                       | –                         |
| 27. Oktober 1996 – 2. November 1996 1 Woche | 1                                                   | The Beautiful South                                 | Blue Is the Colour                                  | –                         |
| 3. November 1996 – 9. November 1996 1 Woche | 1                                                   | Boyzone                                             | A Different Beat                                    | –                         |
| 10. November 1996 – 16. November 1996 1 Woche (insgesamt 15) | 15                                                  | Spice Girls                                         | Spice                                               | –                         |
| 17. November 1996 – 30. November 1996 2 Wochen | 2                                                   | Robson & Jerome                                     | Take Two                                            | –                         |
| 1. Dezember 1996 – 25. Januar 1997 8 Wochen (insgesamt 15) | 15                                                  | Spice Girls                                         | Spice                                               | –                         |

Die Angaben basieren auf den offiziellen Verkaufshitparaden des Chart Information Networks für das Vereinigte Königreich. Die Datumsangaben beziehen sich auf das Gültigkeitsdatum der Charts, also jeweils die auf die Verkaufswoche folgende Woche.

## Jahreshitparaden
| ← 1995 ← | Liste der Nummer-eins-Hits in den britischen Charts | Liste der Nummer-eins-Hits in den britischen Charts | Liste der Nummer-eins-Hits in den britischen Charts | 1997 →   |
| \| Singles \| Position# \| Alben \| \| -------------------------------------------------------------- \| --------- \| --------------------------------------- \| \| Killing Me Softly The Fugees \| 1 \| Jagged Little Pill Alanis Morissette \| \| Wannabe Spice Girls \| 2 \| (What’s the Story) Morning Glory? Oasis \| \| Spaceman Babylon Zoo \| 3 \| Spice Spice Girls \| \| Say You’ll Be There Spice Girls \| 4 \| Older George Michael \| \| Return of the Mack Mark Morrison \| 5 \| Falling into You Céline Dion \| \| Ooh Aah … Just a Little Bit Gina G \| 6 \| Take Two Robson & Jerome \| \| Three Lions David Baddiel, Frank Skinner & the Lightning Seeds \| 7 \| The Score Fugees \| \| Children Robert Miles \| 8 \| Greatest Hits Take That \| \| 2 Become 1 Spice Girls \| 9 \| Greatest Hits Simply Red \| \| Don’t Look Back in Anger Oasis \| 10 \| Moseley Shoals Ocean Colour Scene \| |                                                     |                                                     |                                                     |          |
| ← 1995 |                                                     |                                                     |                                                     | → 1997 → |
| Singles | Position#                                           | Alben                                               |                                                     |          |
| Killing Me Softly The Fugees | 1                                                   | Jagged Little Pill Alanis Morissette                |                                                     |          |
| Wannabe Spice Girls | 2                                                   | (What’s the Story) Morning Glory? Oasis             |                                                     |          |
| Spaceman Babylon Zoo | 3                                                   | Spice Spice Girls                                   |                                                     |          |
| Say You’ll Be There Spice Girls | 4                                                   | Older George Michael                                |                                                     |          |
| Return of the Mack Mark Morrison | 5                                                   | Falling into You Céline Dion                        |                                                     |          |
| Ooh Aah … Just a Little Bit Gina G | 6                                                   | Take Two Robson & Jerome                            |                                                     |          |
| Three Lions David Baddiel, Frank Skinner & the Lightning Seeds | 7                                                   | The Score Fugees                                    |                                                     |          |
| Children Robert Miles | 8                                                   | Greatest Hits Take That                             |                                                     |          |
| 2 Become 1 Spice Girls | 9                                                   | Greatest Hits Simply Red                            |                                                     |          |
| Don’t Look Back in Anger Oasis | 10                                                  | Moseley Shoals Ocean Colour Scene                   |                                                     |          |